# Потирендаба
Потирендаба (порт. Potirendaba)  —  муниципалитет в Бразилии, входит в штат Сан-Паулу. Составная часть мезорегиона Сан-Жозе-ду-Риу-Прету. Входит в экономико-статистический  микрорегион Сан-Жозе-ду-Риу-Прету. Население составляет 15 471 человек на 2006 год. Занимает площадь 342,388 км². Плотность населения — 45,2 чел./км².
Праздник города —  21 марта.

## История
Город основан 21 марта 1926 года.

## Статистика
- Валовой внутренний продукт на 2003 составляет 109.919.602,00 реалов (данные: Бразильский институт географии и статистики).
- Валовой внутренний продукт на душу населения на 2003 составляет 7.509,20 реалов (данные: Бразильский институт географии и статистики).
- Индекс развития человеческого потенциала на 2000 составляет 0,805 (данные: Программа развития ООН).